# Krolivka, Bolgrad
Krolivka (în ucraineană Кролівка) este un sat în comuna Borodino din raionul Bolgrad, regiunea Odesa, Ucraina.

## Demografie
Componența lingvistică a localității Krolivka
     Bulgară (73,03%)
     Rusă (11,24%)
     Română (11,24%)
     Ucraineană (3,37%)
     Găgăuză (1,12%)
Conform recensământului din 2001, majoritatea populației localității Krolivka era vorbitoare de bulgară (73,03%), existând în minoritate și vorbitori de rusă (11,24%), română (11,24%), ucraineană (3,37%) și găgăuză (1,12%).